# Amalie von Béguelin

Amalie von Béguelin; unbekannter Künstler

Amalie Henriette Caroline von Béguelin geb. Cramer (* 7. Mai 1778 in Glogau; † 20. Juli 1848 in Berlin) war eine deutsche Salonnière sowie Freundin und Beraterin von August Neidhardt von Gneisenau und Karl August von Hardenberg sowie Ehefrau des bedeutenden preußischen Finanzbeamten Heinrich von Béguelin (1765–1818).

## Leben und Wirken

### Familie

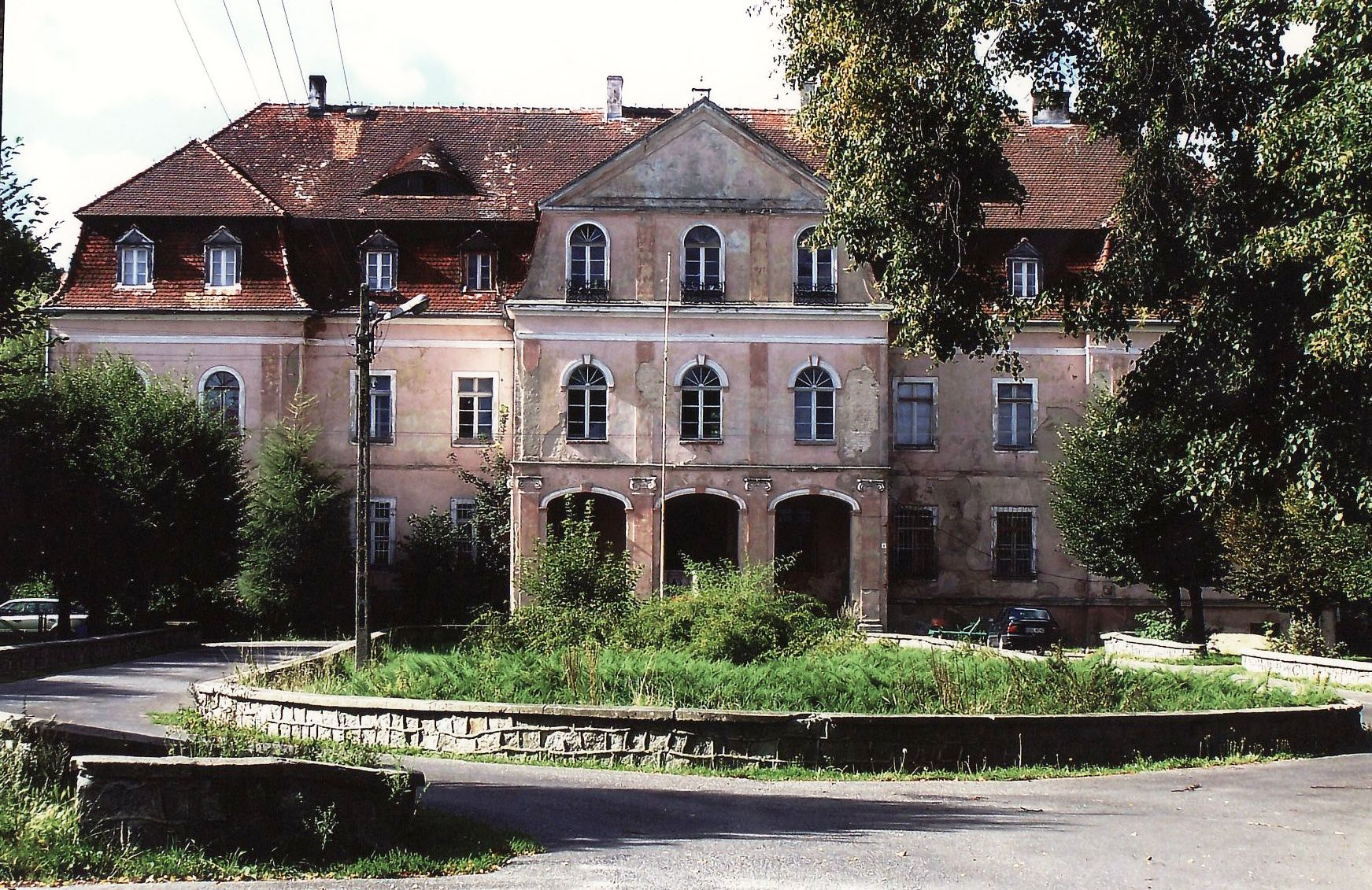
Schloss Hermsdorf bei Glogau, Geburtshaus von Amalie Cramer, Zustand 2014

Amalie Henriette Caroline von Béguelin-Cramers Eltern waren der Hofrat Carl Christoph Cramer (1750–1827), gebürtig aus Ansbach/Bayern. Er wurde als Erzieher in das Haus des preußischen Etatministers für Schlesien Ernst Wilhelm Graf Schlabrendorf berufen und war bei der Heirat 1776 mit Louise Ernestine geb. Biesler, der Adoptivtochter des Hofrats Simon Heinrich Sack als Steuereinnehmer in Glogau tätig. Er trug den Titel Hofrat und erwarb mit seinem Vermögen und dem seiner Frau die Herrschaft Köben an der Oder sowie das Schloss Hermsdorf bei Glogau. Infolge der unerschwinglichen Kriegskontributionen, die die wohlhabenden Bürger in Glogau durch die französische Besetzung zu tragen hatten, sah Cramer sich gezwungen, die Herrschaft Köben mit Verlust fast seines gesamten Vermögens zu verkaufen und verfiel darüber in einen unheilbaren „Irrsinn“.
Amalie Cramer heiratete 1798 den Geheimen Staatsrat und preußischen Finanzbeamten Heinrich von Béguelin, mit dem sie eine glückliche Ehe führte. Dieser war Sohn des Nicolaus von Béguelin (1714–1789), Direktor der philosophischen Klasse der Akademie der Wissenschaften zu Berlin und Hofmeister des späteren Königs Friedrich Wilhelm II.
Die Eheleute Béguelin hatten während der 20-jährigen Ehe folgende Kinder:
- Josephie Adelheid Clementine Antoinette (* 27. Februar 1799; † 30. Dezember 1822) ⚭ Wilhelm Friedrich Amadeus von Kienitz († 8. Dezember 1863), Steurrat in Zossen
- Konstanze Klara Eugenie (* 21. Juni 1800; † 15. August 1883) ⚭ 1823 Wilhelm Friedrich Amadeus von Kienitz († 8. Dezember 1863)
- Charlotte Luise Henriette Karoline Amalie Serafine (* 8. Juli 1801; † 11. September 1803)
- Cäcilie Johanne Franziska (* 15. Februar 1803; † 15. April 1847) ⚭ 1829 Filipp Kalau von Hofe, Major († 7. Juni 1849)
- Serafine Karoline Auguste Dorothea (* 22. Dezember 1804; † 4. November 1807)
- Heinrich Karl Raimund Maximilian (* 26. Dezember 1805; † 29. Januar 1807)
- Raimund Karl Gaston (* 3. November 1807; † 25. August 1891)[1] ⚭ 1842 Pauline Emilie Johanna Henriette Steger (* 9. März 1818; † 7. März 1888)
- Oktavia (* 31. Januar 1809; † 6. September 1809)
- Mona (* 31. Januar 1809; † 17. Februar 1809)
- Prosper Edmund Heinrich Otto Nikolaus (* 25. September 1810; † 6. April 1812)
- August Karl (* 31. Oktober 1812), Steuereinnehmer
- Theodor Karl Heinrich Felix (* 29. März 1815; † 12. Juli 1876), Premier-Lieutenant a. D.

Viele Kinder starben sehr früh. Von dem Tod des Kindes Edmund erfuhr sie erst, nachdem sie 1812 mit ihrem Mann aus Paris zurückkam. Man hatte ihr vorher den Tod verheimlicht, um die Mission ihres Mannes nicht zu beeinflussen.
Beim Tode des Ehemannes, aufgrund eines Schlaganfalls am 7. Oktober 1818, war die älteste ihrer drei Töchter, Antonie, erst 19 Jahre alt, während der älteste der drei Söhne, Raimund, 11 Jahre alt und der jüngste Knabe noch frühen Kindesalter war.
Raimund von Beguelin, der später preußischer Geheimer Oberrechnungsrat war, war der Patensohn von Stein und Gneisenau.
Ihre Tochter Antonie starb 1822 nach kurzer Ehe.

### Leben und Bedeutung

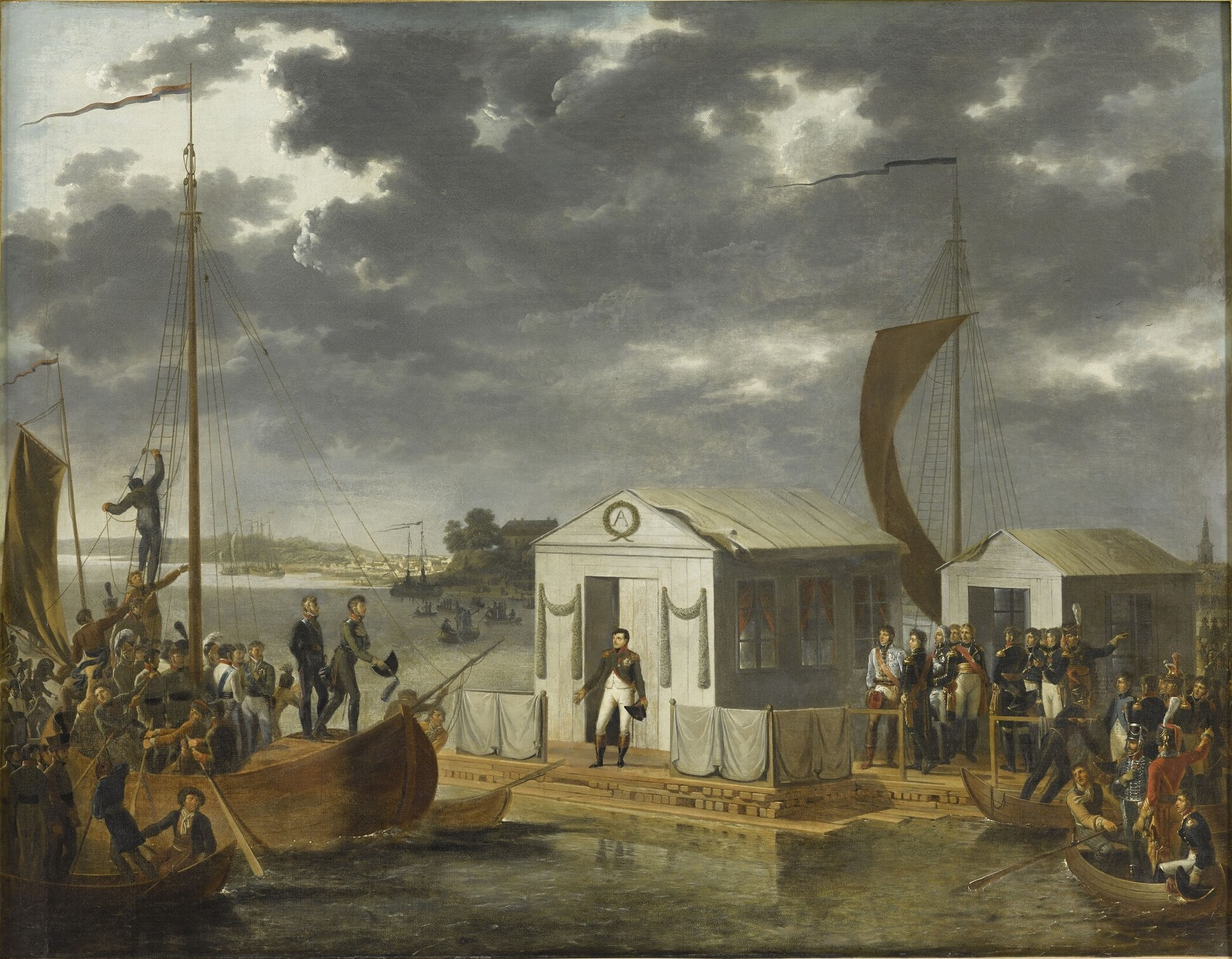
Treffen der Monarchen auf der Memel bei Tilsit; Gemälde von Adolphe Roehn

Der Geheime Staatsrat und preußische Finanzbeamte Heinrich von Béguelin war Präsident der Seehandlung und Chef der Oberrechnungskammer, Mitarbeiter des preußischen Reformers Freiherr vom Stein und des Staatskanzlers Karl August von Hardenberg. Er richtete ein Statistisches Büro ein und arbeitete an der Reorganisation der preußischen Finanzen nach 1806 mit.
Seine Frau Amalie unterhielt in Berlin ab 1806 in Berlin einen kleinen politischen Salon, ab 1812 in der Wohnung in der Seehandlung (Bankgebäude) in der Jägerstraße, in dem Hofkreise und die leitenden Staatsbeamten verkehrten.

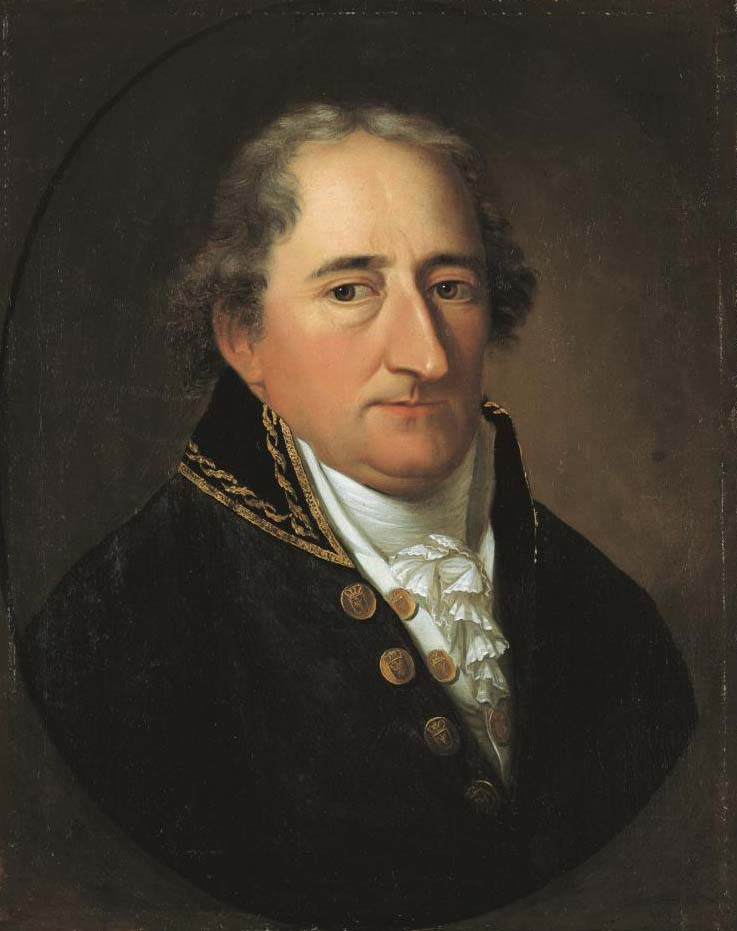
Freiherr vom Stein (Gemälde von Johann Christoph Rincklake) leitete das alliierte Zentralverwaltungsdepartement für die besetzten Gebiete

Amalie Cramer begleitete ihren Mann zweimal zu Verhandlungen mit Napoleon nach Paris. Ihr Mann war mit dem preußischen Sondergesandten Sigmund Otto Joseph von Treskow dorthin geschickt worden, um nach der Niederlage gegen Napoleon und dem Frieden von Tilsit über die aufgezwungenen Kontributionen zu verhandeln.
Amalie selbst verband mit dem Staatskanzler Hardenberg eine enge Freundschaft. Sie erreichte, dass der vorsichtige Hardenberg sich mit dem ungeduldig wartenden Generalfeldmarschall und Heeresreformer Gneisenau darauf einigte, mit den Freiheitskriegen gegen Napoleon Bonaparte zu beginnen. Ein umfangreicher Schriftverkehr ist erhalten und später veröffentlicht worden. Aus ihm ergibt sich, dass sie mit „hinreißender Beredsamkeit im edlen Zorn“ den zögernden Staatskanzler Hardenberg bewog, seine Bedenken fallen zu lassen und sich zu tatkräftigen Widerstand gegen Frankreich zu entschließen. Auf ihr Drängen wurde Gneisenau von seinem Gut in Schlesien, auf das er sich zurückgezogen hatte, nach Berlin berufen. Amalie von Beguelin vermittelte die Verständigung beider.
Mit den dann beginnenden Befreiungskriegen (1813–1815) wurde die französische Vorherrschaft unter Napoleon Bonaparte über Preußen und große Teile des europäischen Kontinents beendet, nachdem Napoleon Bonaparte bei Waterloo endgültig geschlagen wurde.
Die letzten Lebensjahre von 1816 bis 1818 war ihr Mann Chefpräsident der 2. Abteilung der Oberrechnungskammer.
Bis zu dem Tod ihres Mannes 1818 führte Amalie von Beguelin noch ein großes Haus. Danach zog sie sich, in sehr dürftigen finanziellen Verhältnissen, fast völlig vom gesellschaftlichen Leben zurück.
Die häufigen Aufenthaltswechsel, die zeitweise Kürzung und schließlich Wegfall der Gehaltsbezüge ihres Ehemannes, der sich geweigert hatte, für die französische Besatzungsmacht zu arbeiten, die Einquartierungslasten und Kriegssteuern sowie die Reisen in das Ausland hatten das Vermögen ihres Mannes stark vermindert. Auch der Wohlstand ihres Vaters war durch die Kriegszeiten ganz vernichtet worden.
Sie widmete sich der Erziehung der minderjährigen Kinder und konnte erreichen, dass durch Vermittlung von Freunden die Erziehung ihrer Söhne in der Landesschule Pforta und in der Klosterschule Roßleben durch die teilweise Freistellung der Kosten erleichtert wurde.

### Beziehung zu Hardenberg

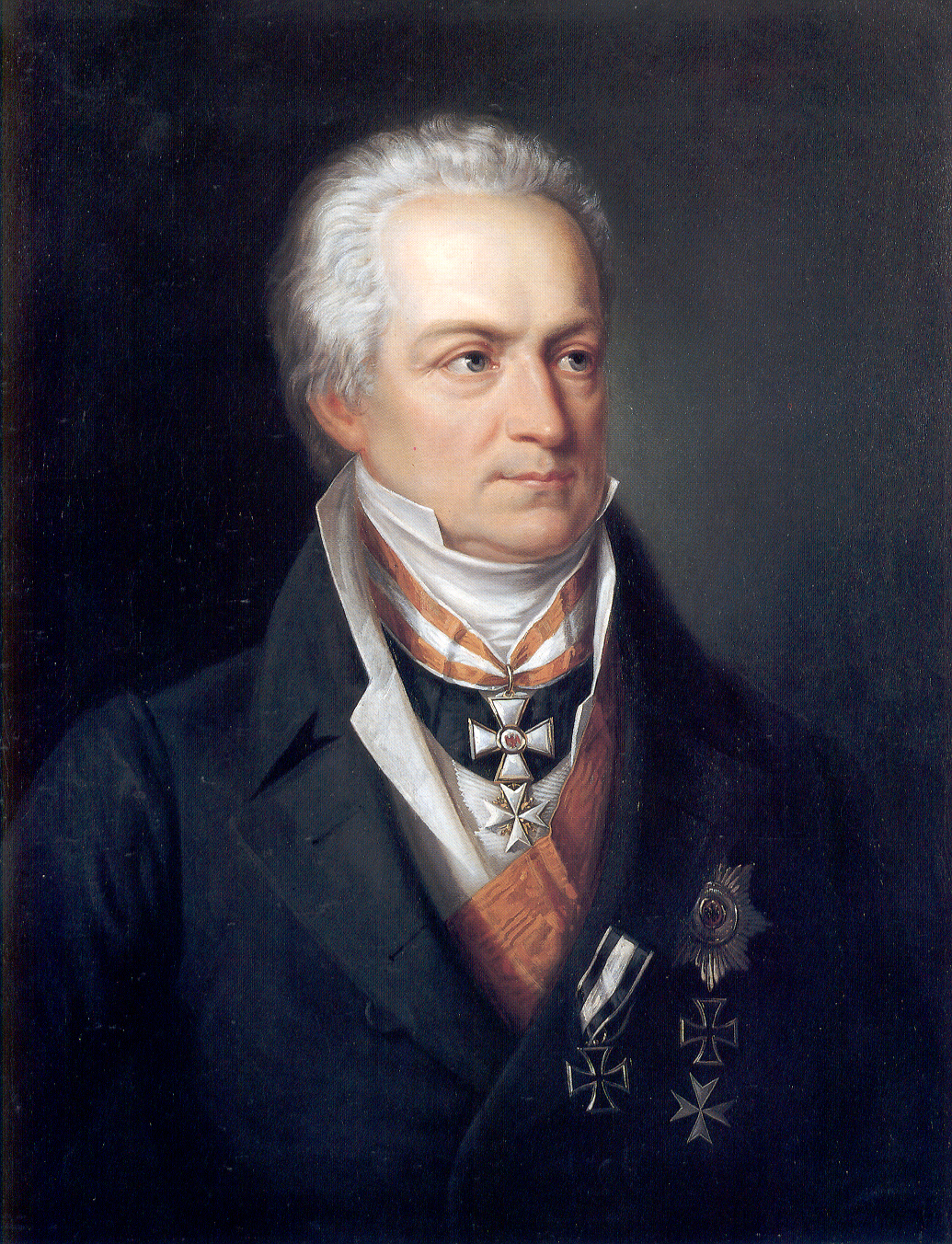
Karl August von Hardenberg

Es wird vermutet, dass Amalie eine Affäre mit Hardenberg hatte. Danach soll Amalie intim mit Hardenberg befreundet gewesen sein.
Amalie sei die Mätresse Hardenbergs gewesen, deren Mann ihr Verhältnis deckte, weil er hochverschuldet gewesen sei und durch Hardenberg an eine einträgliche Pfründe im öffentlichen Dienst kommen wollte. Amalie sei die am höchsten stehende Frau gewesen, die der Staatskanzler geliebt habe und die der Stadtklatsch seine Geliebte nannte. Seine Ehefrau in dritter Ehe, die Sängerin Schönemann, die er 1807 geheiratet hatte, „war er nicht treuer, als den anderen“. Sie habe Hardenberg das Leben mit ihrer Eifersucht auf Amalie von Béguelin schwer gemacht.
Die alte Gräfin Sophie Marie von Voß, Oberhofmeisterin der gerade verstorbenen Königin Louise prangerte 1812 gegenüber dem Polizeiminister Wilhelm zu Sayn-Wittgenstein-Hohenstein die Beziehung des 62-jährigen Hardenberg und die Protektion des vermeintlich unfähigen Gatten an, die den Staatskanzler zum Gespött des Publikums mache.
Die Ausführungen von Adolf Ernst, dem Kommentator und Herausgeber der „Denkwürdigkeiten von Heinrich und Amalie von Beguelin aus den Jahren 1807–1813“, der von einem derartig intimen Verhältnis nicht spricht, sind möglicherweise dadurch beeinflusst worden, dass er verheiratet war mit einer Tochter der Familie Béguelin war.
Ernst schildert, dass nach der Rückkehr aus Paris im Jahre 1812 die öffentliche Meinung Béguelin beschuldigte, den Vertrag in Paris leichtfertig abgeschlossen zu haben und dass Amalie von Béguelin den Kanzler Hardenberg beherrsche (S. 62f). Ihr Mann hatte 1812 in einer Versteigerung die Klostergüter Jarischau und Muhrau erworben. Die Finanzierung stieß auf Schwierigkeiten. Hardenberg half mit der Gewährung eines Staatskredits von 27.000 Thalern ohne dingliche Sicherheit. Da Béguelin weitere Mittel von Freunden zum Erwerb aufnehmen musste, verkaufte er 1814 die Güter wieder. Erst 1815 konnte er aus den Restkaufpreisen seine Verbindlichkeiten ablösen (S. 76). Auch war mit Unmut aufgenommen worden sein, dass Béguelin durch Hardenberg ab 1812 eine prächtige Dienstwohnung in der Seehandlung erhielt, bei der er aber nicht beschäftigt war, in der aber seine Frau dann den Salon weiter betrieb, in dem Hardenberg regelmäßiger Gast war.
Eindeutige Beweise für eine Affäre sind den Selbstzeugnissen und Originalquellen aber nicht zu entnehmen. Möglicherweise handelt es sich nur um den üblichen Klatsch, der auf Missgunst oder Neid beruhte.